# Sedlec, Plzeň-sever
Sedlec là một làng thuộc huyện Plzeň-Bắc (huyện), vùng Plzeňský, Cộng hòa Séc.